# Laura Hilgermann

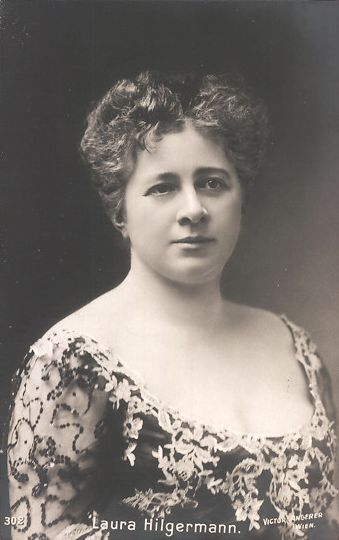
Laura Hilgermann

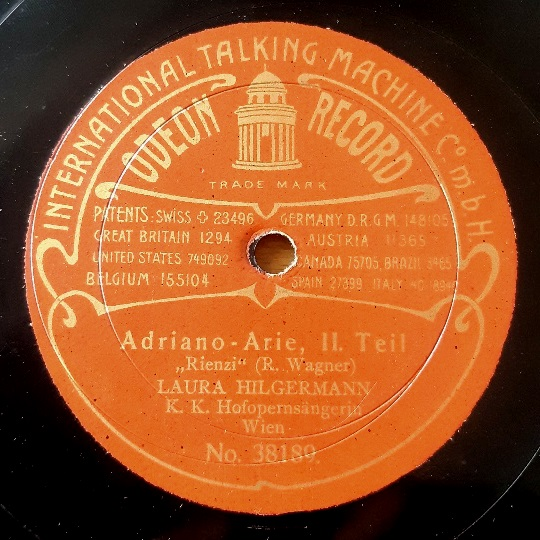
Schallplatte von Laura Hilgermann (Wien 1905)

Laura Hilgermann, geborene Laura Oberländer, verheiratet Laura Rosenberg bzw. Laura Hilgermann-Radó, (13. Oktober 1869 in Wien, Österreich-Ungarn – 9. Februar 1945 in Budapest, Königreich Ungarn) war eine österreichisch-ungarische Opernsängerin (Sopran/Alt) und Gesangspädagogin.

## Leben
Hilgermann, die Tochter eines Bürgerschullehrers, wurde durch eine Operettensängerin entdeckt. Danach wurde sie von Karl Maria Wolf und Siegfried Rosenberg (ihr späterer Ehemann) in Wien ausgebildet. 1887 nahm sie den Namen Hilgermann als Künstlernamen an.
Ihr Debüt gab sie 1885 am Deutschen Theater in Prag als „Azucena“ im Il trovatore. 1889 verließ sie, nach einem Streit mit dem Intendanten Angelo Neumann, Prag und war dann von 1890 bis 1900 an der Nationaloper Budapest beschäftigt. Gustav Mahler holte sie 1900 an die Wiener Hofoper, wo sie (bis auf 1902/03) bis 1920 verblieb, in diesem Jahr wurde sie auch zum Ehrenmitglied der Oper ernannt. Danach arbeitete sie gastierend, auch an der Staatsoper.
Nach einer weiteren Heirat trat sie auch als Laura Hilgermann-Radó auf.
Nach dem Ende ihrer Bühnenkarriere wirkte sie als Gesangspädagogin in Budapest und war dort von 1920 bis 1936 Professorin an der Franz-Liszt-Musikakademie. Sie starb am 9. Februar 1945 im Keller ihres zerbombten Hauses während der Belagerung von Budapest durch die russische Armee.
Ihre Rollen waren u. a. die „Dorabella“ in Così fan tutte, „Sieglinde“ in der Walküre, die „Mignon“, die „Carmen“, die „Amneris“ in Aida, der „Cherubino“ wie die „Gräfin“ in Figaros Hochzeit, der „Idamante“ in Idomeneo und der „Orpheus“ von Gluck sowie in Opern von Janáček, Schreker, Bittner und Korngold.

## Schüler
- Gitta Alpár
- Anton Arnold
- Charlotte Eisler
- Maria von Ilosvay
- Mária Németh
- Enid Szantho

## Tondokumente
Die Stimme von Laura Hilgermann ist zu hören auf Schallplatten der Marke G&T (Wien 1902), Lyrophon (Wien 1905), Odeon (Wien 1905), Favorite (Wien 1906), Gramophone (Wien 1908) und Polyphon (Wien 1909), außerdem auf Pathé-Walzen (Wien 1904).